# Helmut Schlauß
Helmut Schlauß (* 14. April 1931) ist ein ehemaliger deutscher Fußballspieler. Er wurde 1952 mit der BSG Turbine Halle DDR-Fußballmeister.

## Sportliche Laufbahn
Die kurze Karriere von Helmut Schlauß in der höchsten Fußball-Spielklasse der DDR, der Oberliga, vollzog sich in der Saison 1951/52, als er mit vier Punktspieleinsätzen am Gewinn der DDR-Fußballmeisterschaft der Betriebssportgemeinschaft (BSG) Turbine Halle beteiligt war. Er kam in der Rückrunde der Saison zwischen Februar und April 1952 jeweils zum Einsatz, wenn der etatmäßige Linksaußenstürmer Karl Gola nicht aufgeboten werden konnte. Im Sommer 1952 wechselte Schlauß zur Hochschulsportgemeinschaft (HSG) Wissenschaft Halle, deren Sektion Fußball in der zweitklassigen DDR-Liga vertreten war. In seiner ersten HSG-Saison wurde er in neun Liga-Spielen eingesetzt und erzielte dabei zwei Tore. Außerdem wurde er mit der HSG DDR-Studentenmeister. In der Spielzeit 1953/54 kam Schlauß in zehn Punktspielen der DDR-Liga zum Einsatz und schoss diesmal drei Tore. Danach beendete er seine Laufbahn im höherklassigen Fußball.